# جان دوفور
جان دوفور (بالفرنسية: Jean Dufour) هو سياسي فرنسي، ولد في 5 أبريل 1949 في فرنسا. حزبياً، نشط في الحزب الشيوعي الفرنسي. وقد انتخب نائب فرنسي.